# Ramsin Azizsir
Ramsin Azizsir (Hof, Alemania, 12 de junio de 1991) es un deportista alemán que compite en lucha grecorromana. Ganó una medalla de bronce en los Juegos Europeos de Bakú 2015 y una medalla de bronce en el Campeonato Europeo de Lucha de 2017.

## Palmarés internacional
| Juegos Europeos    | Juegos Europeos   | Juegos Europeos   | Juegos Europeos |
| Año                | Lugar             | Medalla           | Categoría       |
| ------------------ | ----------------- | ----------------- | --------------- |
| 2015               | Bakú (Azerbaiyán) | Medalla de bronce | 85 kg           |
| Campeonato Europeo |                   |                   |                 |
| Año                | Lugar             | Medalla           | Categoría       |
| 2017               | Novi Sad (Serbia) | Medalla de bronce | 85 kg           |